# 8. Arrondissement (Marseille)
Das 8. Arrondissement ist ein Arrondissement (Stadtbezirk) der südfranzösischen Stadt Marseille. 2008 lebten hier 78.916 Menschen.

## Lage und Stadtviertel
Das Arrondissement befindet sich im Südwesten des Stadtgebiets. Im Norden grenzt es an das 6. und 7. Arrondissement, im Nordosten ans 10. und im Osten ans 9. Arrondissement. Das Mittelmeer bildet im Süden und im Westen die natürliche Grenze.
Das Arrondissement unterteilt sich in zehn Stadtviertel:
- Bonneveine
- Les Goudes
- Montredon
- Périer
- La Plage
- La Pointe Rouge
- Le Rouet
- Sainte-Anne
- Saint-Giniez
- Vieille-Chapelle

## Kultur
Hauptveranstaltungsort ist der Parc Chanot, ein 17 Hektar großes Messe- und Veranstaltungsgelände. Hier finden der Salon International de l’Art Contemporain oder die Messe Foire Internationale de Marseille statt. Das L’Archange ist ein komisches Theater und das GMEM (Groupe de Musique Expérimentale de Marseille) ein Konzertlokal. Im Château Borély befindet sich ein Museum für Mode und dekorative Kunst und im Parc Pastré gibt es ein Museum für Fayencen.

## Religion
Im 8. Arrondissement befinden sich das römisch-katholische Kloster Sainte-Claire und mehrere Kirchen dieser Konfession, die maronitische Kirche Notre-Dame du Liban, eine armenische Kirche, fünf Synagogen und ein muslimischer Gebetsraum.